# 洲立影片發行（香港）
洲立影片發行（香港）有限公司 （Intercontinental Film Distributors (H.K.) Ltd.），現是寰亞洲立集團旗下核心公司，於1969年由黎筱娉成立。

## 概要
洲立影片旗下現時擁有派拉蒙影業﹙於2006年7月開始﹚和吉卜力工作室的的發行權，亦曾經擁有華特迪士尼公司（但已於2011年3月停止合作，在香港的戲院發行權交由華特迪士尼（香港）有限公司自行負責）、環球影業（在香港的戲院發行權於2007年至2018年11月期間由安樂影片負責，2018年12月起則由環球影業香港分部自行負責）、夢工廠（夢工廠的電影產品於2011年起交由迪士尼發行直至2016年，並於2017年起再次交由環球影業發行；而動畫產品則於2013年起交由二十世紀霍士發行直至2017年，於2018年起交由環球影業發行）簽訂發行協定，負責把它們的電影發行至香港戲院，另一方面亦會自行買片以作發行。而洲立旗下的洲立影視除了擁有派拉蒙﹙於2010年末開始﹚、吉卜力及洲立影片部所發行的影片的影碟發行權外，亦同時擁有迪士尼、環球﹙於2007年暑假開始﹚、索尼影業﹙於2013年5月開始﹚、亞洲電視及香港電台電視部的發行權；同時亦曾經擁有二十世紀霍士的VHS影帶及LD影碟發行權﹙於1995年中至1997年中合作，1997年末至1998年中期間則由寶隆洋行發行；而VCD影碟發行權並非由洲立負責，而是由得利影視（香港）於1997年開始負責其發行權，直至1998年末開始將其VHS影帶、LD影碟全面交由得利負責﹚。
洲立影片積極拓展優質華語電影的發行工作。如《畫皮》、《淚王子》、《孔子之決戰春秋》以及由邵氏影片、電視廣播有限公司聯手製作的《Laughing Gor之變節》、《Laughing Gor之潛罪犯》、賀歲喜劇《72家租客》、《翡翠明珠》、《抱抱俏佳人》以及《勁抽福祿壽》等；隨着寰亞電影的母公司 — 豐德麗集團正式入股洲立關係，洲立影片於2014年開始正式發行寰亞電影旗下的華語電影。
當夢工廠動畫發行協議屆滿及被NBC環球成功收購時，得利影視（香港）必須把夢工廠動畫的影碟發行權適當地交還予洲立影視。
2020年開始，鑑於售賣發行影碟的市場趨勢呈現下滑，串流市場亦開始成為每個人觀看娛樂影片的主流。洲立影視在2021年的香港書展舉辦了最後一次的促銷活動，此後更逐漸在香港停止售賣影碟的營運。

## 發行電影
- 《美女與野獸》
- 《阿拉丁》
- 《低俗小說》
- 《絕地任務》
- 《花木蘭》
- 《絕世天劫》
- 《珍珠港》
- 《千与千寻》
- 《狙魔特攻》
- 《海底奇兵》
- 《沖天救兵》
- 《變形金剛》
- 《Juno少女孕記》
- 《2百萬奪命奇案》
- 《印地安納瓊斯：水晶骷髏王國》
- 《初雪之戀（日语：初雪の恋 ヴァージン・スノー）》
- 《反斗奇兵》
- 《下妻物語》
- 《功夫熊貓》
- 《Keroro軍曹》
- 《我與妻子的1778個故事》
- 《崖上的波兒》
- 《借物少女艾莉緹》
- 《開心直航》
- 《喜羊羊與灰太狼》
- 《變形金剛狂派再起》
- 《S8驚世檔案》
- 《變形金剛：黑月降臨》
- 《D+偵探：吸血‧人狼‧喪屍城（英语：Dylan Dog: Dead of Night）》
- 《美國隊長：復仇者先鋒》
- 《天煞西部反擊戰》
- 《天堂之吻》
- 《畫壁》
- 《黑嚇（英语：Don't Be Afraid of the Dark (2010 film)）》
- 《丁丁历险记3D》
- 《三劍俠3D雙城暗戰》（台譯作：《三劍俠 (2011年電影)》）
- 《紅花坂上的海》
- 《荒失失奇兵3：歐洲逐隻捉》
- 《大鈍裁者》
- 《輝耀姬物語》
- 《整容天后》
- 《風起了》
- 《STAND BY ME ：多啦A夢 3D》（2021 年重映名：《STAND BY ME 多啦A夢 1》）[註 1]
- 《回憶中的瑪妮》
- 《兄弟班》
- 《超音鼠大電影》
- 《Palm Springs：戀愛假期無限LOOP》
- 《情人眼裡巴基斯》
- 《疑·媽》
- 《破·地獄》
- 《髮噩夢（英语：Bad Hair (2020 film)）》
- 《入住凶宅請敲門（日语：事故物件怪談_恐い間取り#映画）》
- 《漂流心海》
- 《魔物獵人》
- 《毒水曝光》
- 《漩渦：恐懼鬥室新遊戲》
- 《無聲絕境II》
- 《保鑣救殺手2》
- 《白色巨鯊（英语：Great White (2021 film)）》
- 《採魂邨》
- 《汪汪隊立大功大電影》
- 《怒火》
- 《孤傭兵》
- 《超音鼠大電影》
- 《超音鼠大電影2》
- 《超音鼠大電影3》
- 《安雅與魔女》
- 《小馬寶莉：新世代》
- 《月老》
- 《劫劵同盟（英语：Queenpins）》
- 《美國女孩》
- 《失驚無神闖謎城》
- 《喪盡癲才》
- 《壯志凌雲：獨行俠》
- 《屁屁偵探電影：天才惡人屁屁亞蒂 + 夢幻的巨無霸番薯批慶典》
- 《孤疑前傳》
- 《誇家庭聚會（英语：Easter Sunday (film)）》
- 《355：諜影特攻》
- 《鯊餌》
- 《新·超人》
- 《魔鬼之光》
- 《法貝曼：造夢大師》
- 《伙星行動：扭計特攻》
- 《黐GUN婚禮》
- 《想見你》
- 《鈴芽之旅》
- 《龍與地下城：盜亦有道》
- 《黐GUN婚禮》
- 《蒼鷺與少年》
- 《蜂神惡殺》
- 《劇場版 SPY×FAMILY CODE: White》
- 《美帝崩裂》
- 《加菲貓：勇闖世界》
- 《戰役》
- 《哪吒之魔童鬧海》
- 《水餃皇后》
- 《醬園弄》

## 備註
1. ↑  《STAND BY ME : 多啦A夢3D》為香港片商「洲立影片發行（香港）有限公司」2015年上映宣傳及海報用中文名稱，「香港電影、報刊及物品管理辦事處」記錄的粵語版資料亦用此名，日語版則為《STAND BY ME 多啦A夢 3D》」，香港票房有限公司記錄為《Stand By Me: 多啦A夢》。
後來電影於2021年3月在MCL院線限定重新上映，改稱為《STAND BY ME 多啦A夢 1》，以便於區分同期新上映的《STAND BY ME 多啦A夢 2》。